# Geografia crítica
A geografia crítica é uma corrente que propõe romper com a ideia de neutralidade científica para fazer da geografia uma ciência apta a elaborar uma crítica radical à sociedade capitalista pelo estudo do espaço e das formas de apropriação da natureza. Nesse sentido, enfatiza a necessidade de engajamento político dos geógrafos e defende a diminuição das disparidades sócio-econômicas e regionais.
O principal ponto dela é o Marxismo (luta de classes), e com sua principal critica que é voltada contra o capitalismo.
Essa corrente nasceu na França, em 1970, e depois na Alemanha, Brasil, Itália, Espanha, Suíça, México e outros países. A expressão foi criada na obra "A Geografia - isso serve, em primeiro lugar, para fazer a guerra", de Yves Lacoste. A produção geográfica anterior a esta época pregava a neutralidade e excluía os problemas sociais, devido à concepção de que tais temas não eram geográficos. Nesse sentido, a geocrítica significou, principalmente, uma aproximação com movimentos sociais cujos discursos, práticas e reivindicações tenham um conteúdo político e ideológico de esquerda.
Diversos fatores influenciaram esta nova corrente na geografia: os protestos contra a guerra do Vietnã, a expansão do movimento feminista, a conturbação civil nos Estados Unidos, os movimentos estudantis em maio de 1968 na França, a crise do marxismo e o ecologismo. A geografia crítica também procurou se aproximar de várias escolas de pensamento inovador, como a Teoria crítica (corrente defendida pelos estudiosos da Escola de Frankfurt), com o anarquismo, com Michel Foucault, com o pós-modernismo e e alguns pensadores do marxismo, como Gramsci, pensador que valorizou o aspecto territorial.
A geografia crítica possui uma proximidade com a geografia radical, que surgiu na Grã-Bretanha e nos Estados Unidos como uma reação ao quantitativismo, ou chamada geografia pragmática, que utilizava a geografia como seguimento da ideologia do poder, como o estado capitalista e as empresas. A geografia radical procurou se estreitar aos movimentos sociais e ao marxismo, o que difere da geografia crítica, que se opôs ao socialismo real e ao marxismo real, procurando estabelecer uma proposta pluralista e aberta, dialogando com diversas correntes.
A corrente crítica defendia também a mudança do ensino da geografia nas escolas, ao estabelecer uma educação que estimulasse a inteligência e o espírito crítico, ao contrário da memorização de conceitos. Isso, porém, não justifica a ideia de que não havia trabalhos de pesquisa de qualidade e com preocupações teóricas no âmbito da geografia tradicional, como muitas vezes se pensa. De outro lado, a perspectiva crítica esbarrava na geografia pragmática. O desenvolvimento econômico e o contato com a revolução tecnológica, os direitos humanos e a globalização são alguns fatores que influenciaram essa nova postura.
Essa corrente ganhou mais força na Alemanha, Espanha, França e Brasil, com um grande movimento de renovação da geografia na década de 80. Os Estados Unidos se inspiraram na experiência desses países para estabelecer uma nova orientação educacional a partir da década de 90 do século XX, principalmente com temas sobre as relações de gênero, a orientação sexual, o preconceito cultural e étnico e as desigualdades ao nível inter-regional e internacional.

## Críticas
Algumas questões importantes permanecem sem solução na geografia crítica. O primeiro é que houve uma discussão relativamente limitada sobre os compromissos compartilhados dos geógrafos críticos, com algumas exceções, como Harvey (2000).  A pergunta como "o que os geógrafos criticam" e "para que fim" precisa ser respondida.  Barnes (2002) comenta que os geógrafos críticos são melhores em fornecer diagnósticos explicativos do que oferecer imaginação utópica-antecipatória para reconfigurar o mundo..
A segunda questão diz respeito à institucionalização da geografia crítica. Embora os geógrafos críticos se concebam como rebeldes e forasteiros, o pensamento crítico tornou-se predominante na geografia.  A geografia crítica está agora situada no cerne da disciplina da geografia.  Alguns vêem a institucionalização como um resultado natural da força analítica e dos insights da geografia crítica, enquanto outros temem que a institucionalização tenha implicado cooperação.  A questão é se a geografia crítica ainda mantém seu compromisso com a mudança política.
Por fim, como a geografia crítica é praticada em todo o mundo, os insights de geógrafos críticos fora do mundo anglófono devem ser melhor reconhecidos.  Nesse sentido, Mizuoka et al. (2005) ofereceu uma visão geral da práxis da geografia crítica japonesa desde a década de 1920. Além disso, a geografia crítica também deve estabelecer vínculos mais fortes com estudiosos críticos de outras disciplinas.

## No Brasil
No Brasil, há uma polêmica sobre a origem da geografia crítica, pois, enquanto alguns autores afirmam que essa corrente teve início na universidade, com alguns trabalhos de pesquisa inovadores produzidos nos anos 1970, outros asseguram que sua origem se deu no ensino médio e fundamental, graças ao esforço de pesquisa realizado por professores insatisfeitos com a geografia escolar até então praticada. Segundo essa última visão, foi somente quando alguns desses professores de ensino médio e fundamental entraram em cursos de pós-graduação e tornaram-se professores universitários que a geografia crítica foi "oficializada" na academia. O nome mais reconhecido da geografia crítica brasileira é Milton Santos.